# Mound Bayou
Mound Bayou és una població dels Estats Units a l'estat de Mississipi. Segons el cens del 2000 tenia 2.102 habitants.

## Demografia
Segons el cens del 2000, Mound Bayou tenia 2.102 habitants, 687 habitatges, i 504 famílies. La densitat de població era de 922,3 habitants per km².
Dels 687 habitatges en un 38,4% hi vivien nens de menys de 18 anys, en un 24,7% hi vivien parelles casades, en un 43,7% dones solteres, i en un 26,5% no eren unitats familiars. En el 24,7% dels habitatges hi vivien persones soles el 9,8% de les quals corresponia a persones de 65 anys o més que vivien soles. El nombre mitjà de persones vivint en cada habitatge era de 3,06 i el nombre mitjà de persones que vivien en cada família era de 3,66.
Per edats la població es repartia de la següent manera: un 34,7% tenia menys de 18 anys, un 12,9% entre 18 i 24, un 23,5% entre 25 i 44, un 19,1% de 45 a 60 i un 9,8% 65 anys o més.
L'edat mediana era de 27 anys. Per cada 100 dones de 18 o més anys hi havia 67,6 homes.
La renda mediana per habitatge era de 17.972 $ i la renda mediana per família de 19.770 $. Els homes tenien una renda mediana de 21.700 $ mentre que les dones 18.988 $. La renda per capita de la població era de 8.227 $. Entorn del 41,9% de les famílies i el 45,6% de la població estaven per davall del llindar de pobresa.

## Poblacions properes
El següent diagrama mostra les poblacions més properes.